# Har Šimšon
Har Šimšon (hebrejsky: הר שמשון) je hora o nadmořské výšce 546 metrů v centrálním Izraeli, v pohoří Judské hory.
Nachází se cca 18 kilometrů západně od centra Jeruzaléma, cca 5 kilometrů severovýchodně od města Bejt Šemeš a cca 1 kilometr jihozápadně od vesnice Ksalon. Má podobu zalesněného hřbetu, jehož svahy spadají prudce do údolí okolo protékajících vádí. Strmý je zejména svah na jižní straně hory, do údolí potoka Sorek, kterým prochází železniční trať Tel Aviv-Jeruzalém. Tento pás strmých srázů lemujících severní stranu údolí Soreku pokračuje oběma směry odtud. Na východě je to hřbet Šluchat Bohen, na západě Šluchat Hartuv (od západu ovšem narušovaný velkým povrchovým lomem na kámen). Svah k severní straně je mírnější. Vede tudy údolí vádí Nachal Šamšon. Dál na sever probíhá lokální silnice číslo 395 a až pak terén strmě klesá do dalšího výrazného údolí, Nachal Ksalon, respektive jeho přítoku Nachal Razi'el.